# Parti alsacien ouvrier et paysan
Le Parti alsacien ouvrier et paysan, ou Elsässische Arbeiter- und Bauernpartei en allemand, est un parti politique autonomiste alsacien fondé en septembre 1929 et dirigé par Jean-Pierre Mourer et Charles Hueber.
Le parti est issu du changement de nom de la Kommunistische Partei-Opposition (Parti communiste-Opposition) d'Alsace-Lorraine. La référence au communisme et à l'idéologie marxiste est abandonnée. Le parti, ou plutôt le groupuscule, dérive progressivement vers le nazisme, puisque son journal Die Neue Welt est financé par l'Allemagne nazie et se fait la courroie de transmission de sa propagande. En avril 1939, Die Neue Welt fusionne avec l'Elsass-Lothringische Zeitung, l'organe de presse du Unabhängige Landespartei für Elsaß-Lothringen (en). Par la suite l'Elsässische Arbeiter- und Bauernpartei fusionne en juillet 1939 avec le Unabhängige Landespartei für Elsaß-Lothringen, ouvertement pro-nazi.

## Voir également
- Charles Hueber
- Jean-Pierre Mourer
- Die Neue Welt